# Popolari Liberali
I Popolari Liberali sono un movimento politico italiano cristiano-democratico, passato dall'UDC al Popolo della Libertà, che infine, allo scioglimento del PdL e contestuale rifondazione di Forza Italia da parte di Silvio Berlusconi, ha aderito al Nuovo Centrodestra.

## Storia[3]
Il partito nacque come corrente all'interno dell'UDC nel febbraio 2007 e assunse il nome attuale nell'ottobre dello stesso anno, dopo essere stata inizialmente denominata Popolari-Liberali dell'UDC . La formazione guidata subito da Carlo Giovanardi (già Ministro per i rapporti con il Parlamento dei governi Berlusconi II e III, e esponente dell'UDC), si caratterizzava per la volontà di un'alleanza più solida con Forza Italia e con gli altri partiti che formavano la coalizione della Casa delle Libertà, inclusa la Lega Nord, in opposizione alle politiche di autonomia verso la Casa delle Libertà prevalenti nelle posizioni di Follini prima e di Lorenzo Cesa e Pier Ferdinando Casini poi. Nel III congresso nazionale dell'UDC, i Popolari Liberali sostennero la candidatura di Giovanardi a segretario, candidatura che fu appoggiata dal 14% dei delegati.
Il 3-4 ottobre 2007, nel corso di un'assemblea a Verona intitolata Popolari Liberali dell'UDC nel centrodestra, Carlo Giovanardi ribattezzò la formazione Popolari Liberali, aggiungendo che essa avrebbe lasciato l'UDC se quest'ultima avesse a sua volta lasciato la Casa delle Libertà. Quando, il 18 novembre 2007, Berlusconi propose la nascita del Popolo della Libertà, Giovanardi ipotizzò di lasciare l'UDC per aderire al nuovo partito, cosa che (dopo qualche indecisione) fece realmente il 4 febbraio 2008 assieme ad Emerenzio Barbieri, affermando che, secondo un sondaggio di Mannheimer, "il 72% degli elettori dell'UDC sarebbe disposto ad entrare nel PdL". Dopo la sua decisione, e dopo quella dell'UDC di correre in solitaria alle elezioni politiche del 2008, molti altri dirigenti del partito centrista lo seguirono, come Vito Bonsignore, Tomaso Zanoletti, Luigi Compagna, Giuseppe Galati, Francesco Lucchese e Alfredo Meocci, mentre aderì al nuovo partito anche Riccardo Conti, che aveva precedentemente lasciato il partito Italia di Mezzo. Il partito arrivò così a contare due deputati (Giovanardi e Barbieri), che il 6 febbraio 2008 aderirono al gruppo misto, uscendo dal gruppo UDC, nelle liste della quale erano stati eletti e della quale erano stati, fino ad allora, esponenti.
Il 3 aprile 2008, durante un'assemblea a Milano, la Democrazia Cristiana per le Autonomie (DCA) di Gianfranco Rotondi annunciò un'alleanza con il neonato partito di Giovanardi. Alle elezioni politiche dell'aprile 2008, la formazione di centro-destra elesse un deputato (Emerenzio Barbieri) e quattro senatori (lo stesso Giovanardi, Luigi Compagna e Riccardo Conti) all'interno delle liste del Popolo della Libertà, nell'ambito di un accordo elettorale, che prevedeva l'elezione di tre parlamentari "sicuri" nelle liste del PdL, in vista di un futuro ingresso nel partito di Silvio Berlusconi. Carlo Giovanardi entrò a far parte del governo Berlusconi IV come Sottosegretario alla Presidenza del Consiglio. Il partito inoltre contava tra le sue file anche l'eurodeputato e vicepresidente del Gruppo parlamentare del PPE, Vito Bonsignore (eletto nella lista dell'UDC).
Il 29 marzo 2009 il partito entrò definitivamente nel PdL, durante il primo congresso del partito, divenendone una corrente. Il 15 luglio 2010 la corrente di Giovanardi, assieme alla Democrazia Cristiana per le Autonomie di Rotondi, alla Democrazia Cristiana di Pizza, e all'Alleanza di Centro di Pionati, si unirono, formando la nuova corrente dei Democratici Cristiani nel PdL.
Successivamente sono stati una corrente del Nuovo Centrodestra, per poi aderire alla neonata formazione politica Identità e Azione.